# 贖罪日
贖罪日（羅馬化：Yom Kippur）是在希伯來曆提斯利月之第十天，也是敬畏之日（Yamim Noraim）之一。是猶太人每年最神聖的日子，當天會全日禁食和恆常祈禱。據稱是上帝透過摩西與亞倫，要求猶太人遵守的。舊約明載贖罪節的規定：「以色列要永遠遵守下列條例。每年七月初十，以色列人和住在他們中間的外僑必須禁食，不准工作。那一天要行贖罪禮，潔淨他們，使他們得以在上主面前潔淨……這些條例必須永遠遵守。」（利未記16章29至34節）

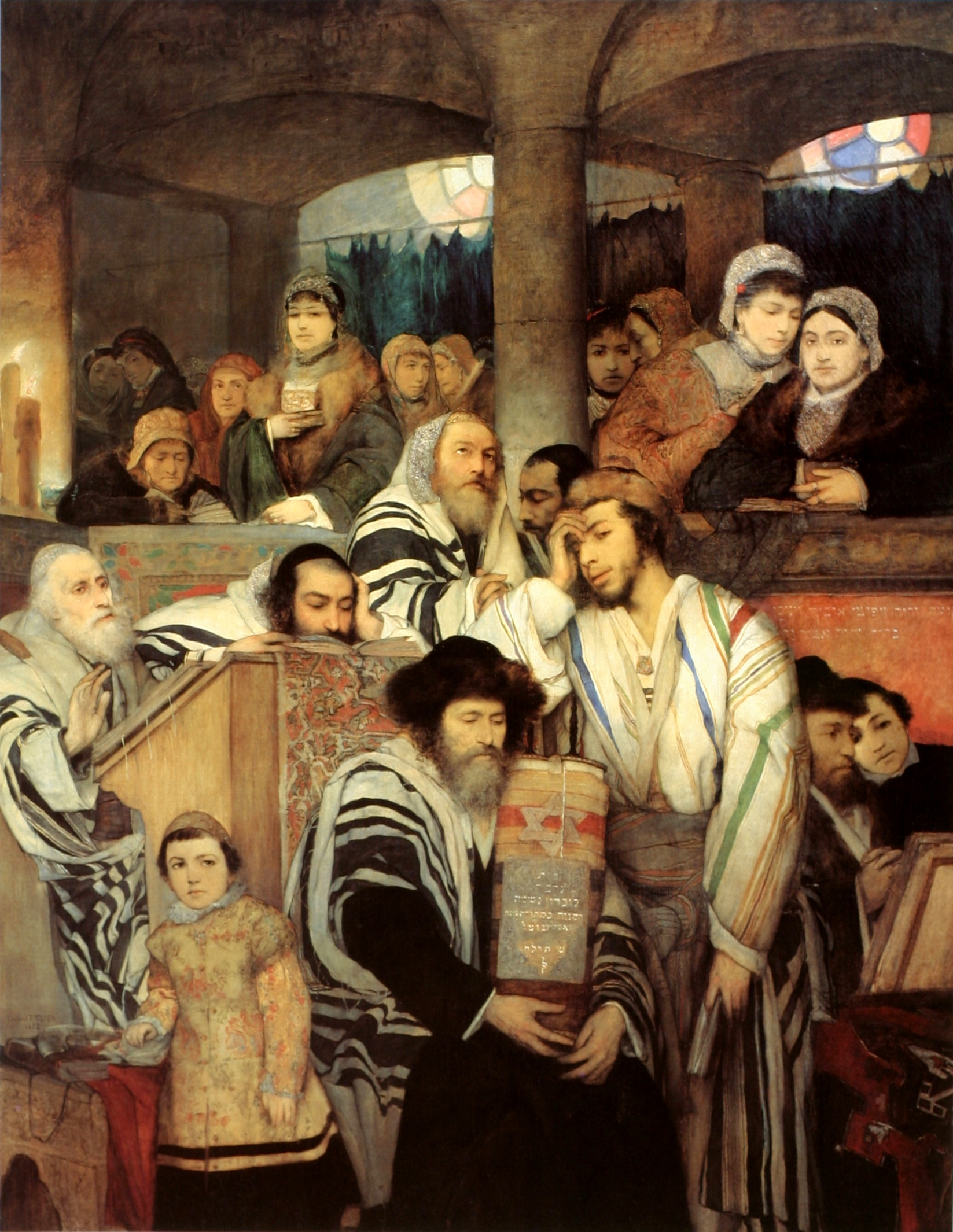
《贖罪節在會堂祈禱》（油畫、96.5x75.5吋）
毛里希·戈特利布於1878年維也納所著，現藏於特拉維夫美術館。

## 外部連結
- 探索猶太世界:贖罪日